# Desa Padasuka (administrativ by i Indonesien, Jawa Barat, lat -7,24, long 107,25)
Desa Padasuka är en administrativ by i Indonesien.   Den ligger i provinsen Jawa Barat, i den västra delen av landet, 120 km söder om huvudstaden Jakarta.